# Tornike Okriaschwili
Tornike Okriaschwili (georgisch თორნიკე ოქრიაშვილი, * 12. Februar 1992 in Rustawi) ist ein georgischer Fußballspieler.

## Karriere

### Verein
Okriaschwili begann mit dem Vereinsfußball bei Metalurgi Rustawi und startete seine Profikarriere 2009 bei FC Gagra Tiflis. Von diesem Verein wurde er 2010 erst an Schachtar-2 Donezk, der Reservemannschaft von Schachtar Donezk ausgeliehen 2011 für die erste Mannschaft Schachtar Donezks verpflichtet. Ohne eine Pflichtspielpartie für Schachtar absolviert zu haben, wurde er an die Vereine Illitschiwez Mariupol und Tschornomorez Odessa ausgeliehen. Im Sommer 2014 verließ er Schachtar und heuerte beim belgischen Verein KRC Genk an. Zur Rückrunde der Spielzeit 2015/16 wurde er an den türkischen Erstligisten Eskişehirspor ausgeliehen. Nach dem Leihvertrag kehrte er zu Genk zurück und wurde an den FK Krasnodar abgegeben. Seit dem Sommer 2019 stand er bei Anorthosis Famagusta auf Zypern unter Vertrag und wechselte nach zwei Spielzeiten zum Ligakonkurrenten APOEL Nikosia. Im Juli 2022 unterschrieb er dann einen Vertrag bei amtierenden Meister Jeonbuk Hyundai Motors in der südkoreanischen K League 1.

### Nationalmannschaft
Okriaschwili startete seine Nationalmannschaftskarriere 2009 für die georgische U-19-Nationalmannschaft. Nachfolgend spielte er auch für die U-21-Nationalmannschaft und im November 2010 debütierte er dann parallel in der A-Auswahl. Mittlerweile kommt er dort auf 50 Begegnungen, in denen er dreizehn Tore erzielen konnte.

### Persönliche Auszeichnungen
- Georgischer Fußballer des Jahres: 2016